# ABC FC
ABC Futebol Clube (znany na ogół jako ABC) – brazylijski klub piłkarski z siedzibą w mieście Natal leżącym w stanie Rio Grande do Norte.
Największy derbowy rywal to klub América.

## Osiągnięcia
- Campeonato Potiguar (52): 1920, 1921, 1923, 1925, 1926, 1928, 1929, 1932, 1933, 1934, 1935, 1936, 1937, 1938, 1939, 1940, 1941, 1944, 1945, 1947, 1950, 1953, 1954, 1955, 1958, 1959, 1960, 1961 1962, 1965, 1966, 1970, 1971, 1972, 1973, 1976, 1978, 1983, 1984, 1990, 1993, 1994, 1995, 1997, 1998, 1999, 2000, 2005, 2007, 2008, 2010, 2011
- Taça Cidade de Natal (6): 1971, 1977, 1978, 1983, 1984, 1990
- Torneio Jornalista Assis de Paula : 1995
- IV Torneio R.G. do Norte/Paraiba: 1983
- Copa RN: 2005, 2008

## Historia
Klub założony został 29 czerwca 1915 roku na avenida Rio Branco, w domu pułkownika Avelino Alvesa Freire, prezydenta Associação Comercial do Rio Grande do Norte (Związku handlowego stanu Rio Grande do Norte). Na spotkaniu założycielskim zdecydowano, że barwy klubu będą czarno-białe, a koszulki będą miały czarno-białe pionowe pasy.
Swój pierwszy mecz międzystanowy klub ABC rozegrał z klubem Santa Cruz Recife (ze stanu Pernambuco), wygrywając 2:1.
Klub został zarejestrowany przez ligę stanu Rio Grande do Norte (Campeonato Potiguar) 13 grudnia 1927 roku.

## Stadion
Mecze u siebie klub ABC rozgrywa na dwóch stadionach. Pierwszy to Estádio Dr. João Cláudio Vasconcelos Machado (w skrócie Estádio Machadão) o pojemności 52 000 widzów, obecnie ze względów bezpieczeństwa zredukowanej do 23 000 widzów. Drugi stadion to Estádio Maria Lamas Farache (lub Estádio Frasqueirão) o pojemności 13 000 widzów.